# Rok 1863 (film 1922)
Rok 1863 – polski film niemy z 1922 roku, będący pierwszą ekranizacją powieści „Wierna rzeka” Stefana Żeromskiego z 1912 roku.  
Głównym motywem filmu są dzieje miłości rannego powstańca księcia Odrowąża i Salomei oraz brzemiennej w skutki interwencji matki księcia. Fabuła uzupełniona została alegorycznymi „żywymi obrazami” Artura Grottgera z cyklu „Polonia” i „Lithuania”. W ostatniej scenie film przedstawia grupę weteranów powstania styczniowego w niepodległej Polsce.

## Obsada
- Aleksander Zelwerowicz – Aleksander Wielopolski
- Ryszard Sobiszewski – książę Odrowąż
- Stanisława Chrzanowska – księżna Odrowążyna
- Antoni Bednarczyk – Rudecki
- Helena Marcello-Palińska – Rudecka
- Maria Hryniewicz – Salomea Brynicka
- Stanisław Hryniewicz – Antoni Brynicki
- Kazimierz Lasocki – sługa Szczepan
- Mieczysław Gielniewski – sołtys
- Henryk Rydzewski – oficer